# Pothos (Mythologie)

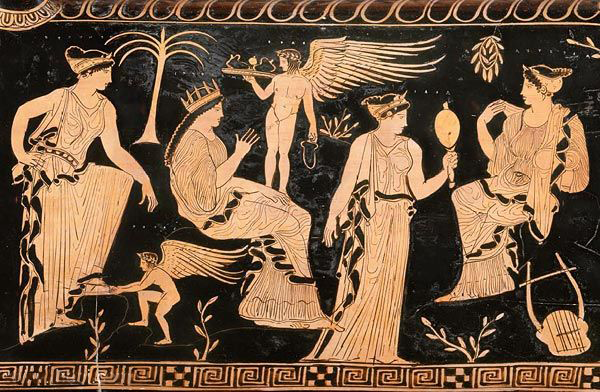
Eurynoe, Pothos, Hippodame, Eros, Iaso und eine Asteria auf einer attisch-rotfigurigen Vase des Kadmos-Malers, um 400 v. Chr.

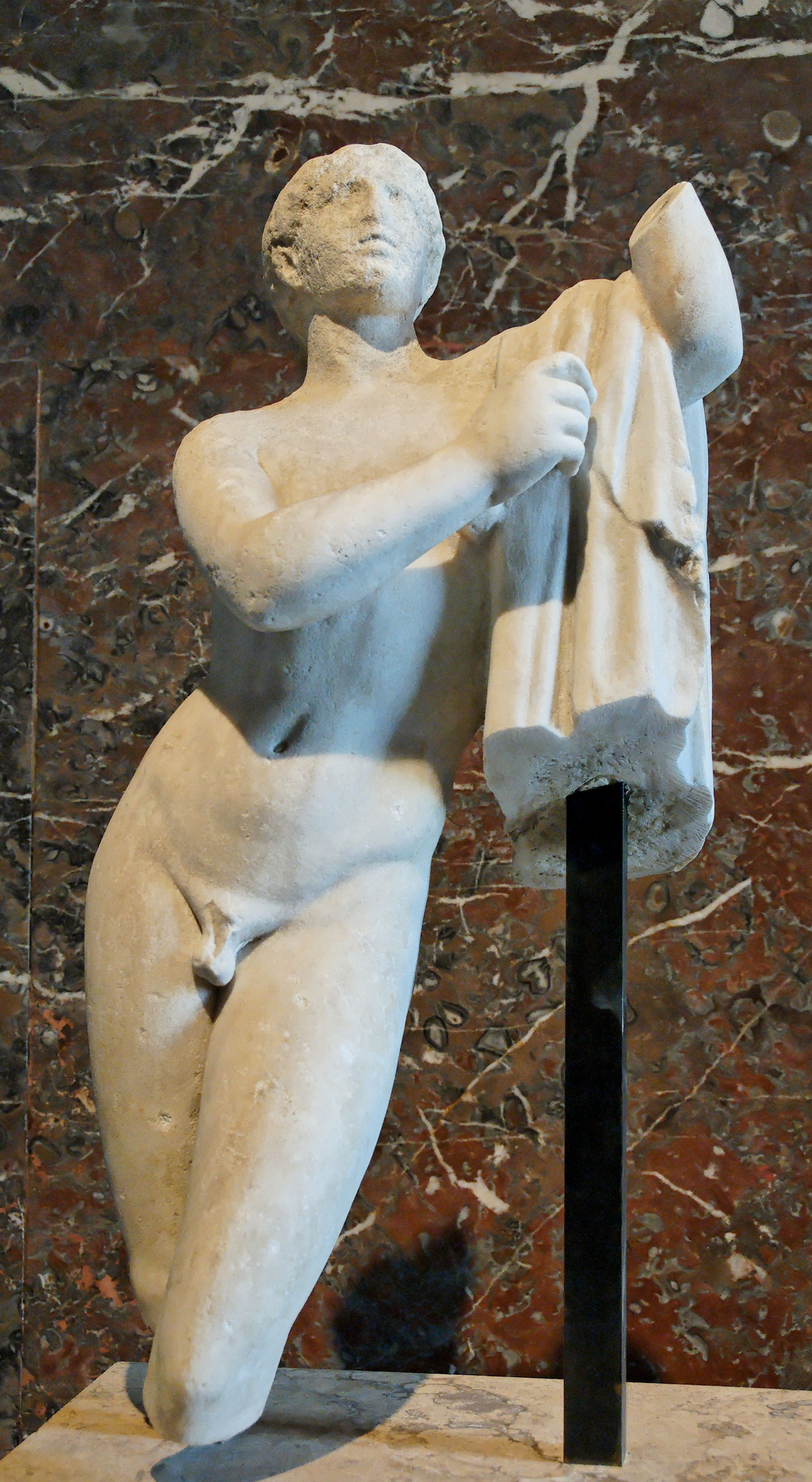
Römische Kopie einer Statue des Pothos nach Skopas (?)

Pothos (altgriechisch Πόθος Póthos, deutsch ‚Verlangen, Sehnsucht‘) ist in der griechischen Mythologie die Personifikation der Sehnsucht nach einem abwesenden Objekt und insofern auch der Trauer.
Pothos gehört nicht zu den frühen Daimones und Göttern der griechischen Mythologie. Homer und Hesiod kennen ihn nicht. Bei Homer drückt das Wort pothos zumeist das Verlangen eines Pferdes nach seinem abwesenden Besitzer aus, im Fall des Automedon beispielsweise nach dessen Tod. Ob Pothos bei dem im 7. Jahrhundert v. Chr. dichtenden Lyriker Archilochos bereits als Personifikation gedacht ist – er nennt den gliederlösenden (lysimelés) Pothos „mein Freund“ – bleibt unsicher. Auch bei seinem Zeitgenossen Alkman ist der gliederlösende Pothos in dem erst in den 1950er Jahren entdeckten Astymeloisa-Partheneion belegt. Erst ab dem 5. Jahrhundert v. Chr. tritt er häufiger in Erscheinung, lässt sich in Dichtung, Philosophie und bildender Kunst nachweisen.
In der zwischen 465 und 460 v. Chr. aufgeführten Tragödie Die Schutzflehenden des Aischylos tritt Pothos das erste Mal sicher als Personifikation in Erscheinung. Dort war er der Sohn der Aphrodite. Auch der Fabeldichter Babrios nennt um 100 n. Chr. Aphrodite als Mutter, doch ist bei ihm Pothos zu mehreren Pothoi geworden. Bei Alkaios sind Iris und Zephyros die Eltern des Eros und dieser Tradition folgend nennt noch der im 5. Jahrhundert n. Chr. schreibende Nonnos von Panopolis in seinen Dionysiaka Iris als Mutter auch des Pothos. Während Platon ihn im Symposion zum Sohn des Eros macht, galten bei den Phoinikern laut Philon von Byblos Eros und Pothos als Söhne des Kronos und der Astarte, waren folglich Brüder.
Unabhängig von den genauen verwandtschaftlichen Verhältnissen war Pothos eng verbunden mit Eros und Himeros, der Personifikation des Liebesverlangens. Während Eros und Himeros bereits in Hesiods Theogonie gemeinsam auftreten und mit der Geburt der Aphrodite erscheinen, tritt Pothos erst später hinzu. Platon erläutert in seinem Dialog Kratylos das Verhältnis der drei zueinander, indem er sie als drei Zustände des Thymos, der Gemütslage eines Menschen, beschreibt und sagt, dass Pothos das Verlangen nach etwas Abwesenden sei, Eros und Himeros im Gegensatz das Verlangen nach etwas Anwesendem. Der Unterschied zwischen letzteren bestünde darin, dass Himeros aus dem Menschen selbst erwächst, der Eros hingegen erst durch das Objekt des Verlangens und daher von außen ausgelöst wird. Bei den Stoikern ist Pothos neben Eros und Aphrodite eine der Mächte, die über die πάθη páthē, die Leidenschaft, herrschen.
In alexandrinischer Zeit wird ab Meleagros von Gadara zwischen Eros und Pothos nicht mehr deutlich unterschieden und Pothos kann als Name auch für Eros genannt werden.
Im Mythos gehörte Pothos neben Eros, Himeros, Hymenaios und den Chariten, aber auch in weiteren Kombinationen auftretend, zu den Begleitern, die Aphrodite dem Paris zur Werbung um Helena mitgab.
Pausanias erwähnt bei seiner Beschreibung des Aphroditetempels in Megara eine Statuengruppe aus der Hand des Skopas: „Von Skopas stammen Eros, Himeros und Pothos, wenn ihre Handlungen ebenso verschieden sind wie ihre Namen.“ Versuchsweise verbindet man einen Statuentyp, der in mehreren römischen Repliken bekannt ist, mit dem Pothos des Skopas, der einer der bekanntesten Bildhauer des 4. Jahrhunderts v. Chr. war.
Häufig begegnet Pothos in der griechischen Vasenmalerei, wo er durch Namensbeischriften gekennzeichnet wird. Meist sind es dionysische Szenen, in denen er die Auloi bläst oder das Tympanon schlägt. Auf einer um 400 v. Chr. gefertigten attisch-rotfigurigen Vase des Kadmos-Malers bringt er der Eurynoe Sandalen, während Eros der Hippodame Früchte bringt, all dies in Anwesenheit von Iaso und Asteria. Andere Vasenbilder zeigen Pothos als beim Parisurteil Anwesenden oder allein mit Helena. Oft wird er geflügelt dargestellt und weist Eros gegenüber keine eigenständige Ikonographie auf, so dass bei weiteren Vasenbildern ohne Namensbeischrift nicht zu entscheiden ist, wer dargestellt ist.
Die Beziehung des Pothos als Personifikation der Sehnsucht, der Trauer und des süßen Verlangens wird auch aus einer Pothos genannten Pflanze, die man als „Sehnsuchtsblume“ auf Gräber pflanzte, ersichtlich.